# Białko rybosomalne L38
Białko rybosomalne L38 (ang. 60S ribosomal protein L38) – białko wchodzące w skład podjednostki 60S rybosomu.
U człowieka kodowane jest genem RPL38.

## Genetyka
Ludzki gen RPL38 znajduje się na ramieniu długim chromosomu 17, dokładniej w 17q25.1. Składa się z 5 eksonów rozrzuconych na długości 6223 par zasad. Nukleotyd 213 otwiera ramkę odczytu. Następnie kodowane jest białko z 70 reszt aminoacylowych. Zidentyfikowano alternatywne warianty splicingowe, kodujące to samo białko. Co typowe dla białek rybosomalnych, w genomie leżą rozrzucone rozliczne pseudogeny tego genu. Jeden z nich ulokowany jest w regionie promotorowym genu kodującego typ 1 receptora dla angiotensyny II.

## Funkcja
Białko rybosomalne L38 wchodzi w skład podjednostki 60S. Jest to (obok podjednostki 40S) większa z podjednostek budujących eukariotyczny rybosom, czyli organellum komórkowe katalizujące syntezę białek. Wymienione dwie podjednostki razem składają się z 4 rodzajów RNA i około 80 strukturalnie odrębnych białek, wśród nich właśnie białko kodowane przez gen RPL38. Należy ono do rodziny białek rybosomalnych L38E. Jako białko rybosomalne ulokowane jest w cytoplazmie.
Białko to odgrywa ważną rolę w embiogenezie, na wczesnym jej etapie. Pełni też ważne funkcje w rozwoju szkieletu.
Informacje o roli tego białka w tworzeniu kośćca pochodzą z badań na myszach. Z jego brakiem wiążą się fenotypy myszy Tail-short (Ts), Tail-short shionogi (Tss) i Rabo torcido (Rbt). Ich przedstawiciele są do siebie podobni. Łączy je krótki, zwinięty ogon, różne nieprawidłowości w budowie szkieletu oraz cewy nerwowej.
Dla przykładu mysi fenotyp Ts wiąże się z liczącą około 18000 par zasad delecją, obejmująca cały gen Rpl38, opisaną po raz pierwszy przez Morgana. W przypadku homozygoty Ts mysz umiera po około 3–4 dniach ciąży. Heterozygoty Ts/+ rozwijają na etapie embrionalnym niedokrwistość i malformacje szkieletowe. Podczas okresu perinatalnego około 30% osobników heterozygotycznych umiera. Przetrwałe osobniki heterozygotyczne Ts wykazują znaczne zmiany ogona, skróconego, skręconego bądź zniekształconego w inny sposób. Ważą również mniej od innych zwierząt z tego samego miotu, cechują się jednak taką samą długością życia. Dodatkowo myszy Ts rozwijają głuchotę przewodzeniową niedługo po rozwinięciu się słuchu w wieku około 3–4 tygodni. Utrata słuchu wynika z ektopowego kostnienia wzdłuż brzegu okienka okrągłego na zewnątrz ślimaka, masywnej depozycji kryształów cholesterolu w uchu środkowym, powiększonej trąbki słuchowej i przewlekłego zapalenia ucha środkowego z wysiękiem krwistym.
U muszki owocowej utrata funkcji alleli RPL38 powoduje śmierć embrionów homozygotycznych oraz przedłużenie wzrostu i skrócenie włosków heterozygot. Z powodu niewydolności haploidalnej powstałej w wyniku mutacji fenotyp taki dziedziczy się jako cecha dominująca.